# 中國湖泵動式榴彈發射器
中國湖（英語：China Lake Model；全稱：中國湖泵动式榴彈發射器）是一款由作為美军特別項目部之一的中國湖海軍武器中心於1968年開發和生產的單兵攜帶型泵动式連發型榴弹发射器，發射40×46毫米低速榴彈。

## 歷史及設計特點
由於在越戰期間，美國海軍海豹部隊不滿意M79和XM148的單發式設計令裝填速度及射速太慢，而連發式設計的T148E1榴彈發射器的設計並不可靠，於是他們向負責為美國海軍研製和試驗地面武器的中國湖武器工程師提出了開發新型40毫米連發型榴彈發射器的要求。大約在1968年，中國湖的工程師根據海豹部隊的要求，開發了一種泵動榴彈發射器的原型，其外觀有如一把粗短的泵动式霰彈槍，槍管下方為管式彈倉，使用者需前後滑動護木（泵動手柄）來實現循環供彈，彈藥通過機匣底部的裝彈口裝填，空彈殼則通過機匣右側的拋殼口拋出。
這款原型榴彈發射器被製造出來後被直接交給駐越南的海豹部隊進行實戰測試。海豹部隊幹員都普遍對中國湖的泵动式榴彈發射器感到滿意，認為它本身與霰彈槍相似的管式彈倉可以裝填3發40×46毫米低速榴彈，如果加上膛室內部額外裝填的1發榴彈，使用者便可以此武器迅速地發射4發榴彈。事實上，在由經驗豐富的射手使用時，他可以在第1發榴彈著彈（而且爆炸）之前瞄準並且連射4發榴彈。另外，該榴彈發射器重量非常輕，因為它的大部分零件都是由鋁所製成。實際上這款武器在空槍時比起M79空槍的重量還要少1—1⁄2磅。在裝填了4發8盎司（0.23公斤）M406高爆榴彈的狀態下，該武器的重量也只是比單發的M79多重了不到1⁄2磅。所以海豹部隊都很喜歡在滲透偵察巡邏攜帶這件武器，以應付各種突發狀況或伏擊敵人。
儘管這款榴彈發射器有著火力強大的優勢，它仍然有設計上的局限性，因為它不能可靠地裝填和發射其他種類的40毫米榴彈，尤其是霰彈，因為這種彈藥的長度太短，按照管狀彈倉的原理無法可靠地供彈（托彈板一次就會托住兩發彈藥）。
這款泵动式榴彈發射器使用直接取自M79的立式標尺式機械瞄具。在標尺折疊後的前方裝有一個固定的方形缺口式設計的照門。無論標尺折疊與否，後方的方形缺口式照門都可以固定或調整（從75—375公尺（82.02—410.1碼），每一行增加25公尺（27.34碼））。
除了海豹部隊使用之外，有少數的中國湖榴彈發射器亦被美国海军陆战队偵察部隊、美国陆军美國陸軍第5特種部隊群和美軍援越司令部研究觀察團所使用。
中國湖榴彈發射器一共只製造了幾十把，它可能還沒有完全完成試驗，也沒有正式定型，就因應美軍撤出越南而中止了研究。由於不同資料所記載的數據不一致，目前仍未知這款武器到底被生產了多少把。某個來源聲稱一共製造了20至30把。然而根據另一些來源指出，該槍只製造了16把。有人看到機匣上的接收槍號數字最高為“50”，而著名海豹部隊歷史學家凱文·多克里（英語：Kevin Dockery）在美国海軍資產記錄中確認了其中的22把，但我們有可能永遠不會得出實際存在過的武器數目。由於當時這款武器只是一款臨時裝備特種作戰部隊的實驗性質原型武器而從沒有被正式採用過，因此它也沒有正式的命名，海豹部隊僅直接地把這種榴彈發射器稱呼為“中國湖”。它有時也被稱為“中國湖NATIC”（英語：The China Lake NATIC）或錯誤地稱為“EX-41”。EX-41是在1980年代中期研發的一種概念武器，它是建基於早期型的中國湖泵动式40毫米榴彈發射器，而EX-41的原型本身是在中國湖榴彈發射器停產了20多年以後才製作的。至於“中國湖NATIC”這個命名本身也是錯誤的，因為外界從來就不知道該武器的正式名稱到底是什麽。
目前至少有2把中國湖榴彈發射器在博物館內展出。其中一把編號為4的槍械目前被展示在佛罗里达州匹尔斯堡的水下爆破隊／海豹部隊博物馆內；而另一把編號為13的槍械則被展示在越南的戰爭遺跡博物館內。另外還有兩把由美國海軍所保存，但不對公眾展示。

## 改進
從1992年開始，專業軍用枪械武器作家塞繆爾·“達奇”·希倫堡（英語：Samuel "Dutch" Hillenburg）與主機械師布萊恩·福士（英語：Brian Fauci）開始展開合作，以改進中國湖榴彈發射器。直到2003年，他們取得了突破，並能說服同樣是作家和槍械愛好者的卡普登·蒙蒂·門登霍爾（英語：Captain Monty Mendenhall）來資助他們的研究工作。到了2004年，他們已開發出武器的原型，並且創立了三叉戟企業有限公司（英語：Trident Enterprises Ltd.），以繼續進行對產品改進的項目。後來，布萊恩·福士為美國商業市場提供了一批數量有限的原型槍，並命名為終極M79（英語：Ultimate M79）；這種武器使用槍管下方的4發管式彈倉供彈，它被標誌為管狀佩槍（英語：Side arm）。根據美国法律和美國菸酒槍炮及爆裂物管理局（英語：Bureau of Alcohol, Tobacco, Firearms and Explosives，簡稱：ATF）條例，終極M79被視為一種「毀滅性武器」（英語：Destructive device），一般平民無法擁有，僅向軍隊和執法機關出售。它目前是由位於宾夕法尼亚州里奇伯勒的國際軍備服務公司（英語：Armament Services International Inc.）負責行銷。
2007年6月，他們正在限量生產這款武器，並準備向軍用市場推出。當時，他們與Airtronic USA進行了磋商（目前為美國政府生產M203的公司），以獲得向軍隊生產和銷售的許可。
2007年7月，Airtronic USA宣布，他們正在讓這款武器量產，並且預定將向美軍500支部隊提供這款武器。該公告在流行軍事技術節目《現代武器》（英語：Weaponology）的其中一集之中播出。截至2009年，Airtronic USA開始生產NATIC發射器的改進型，主要的改進之處是在原來的型號上安裝MIL-STD-1913戰術導軌、手槍握把和M4卡賓槍的伸縮式槍托。
然而在2009年10月，Airtronic USA公司已取消所有生產中國湖泵动式榴彈發射器改進型的合約。

## 使用國
- 美国
  - 美國海軍海豹部隊
  - 美國海軍陸戰隊武裝偵察部隊
  - 美國陸軍特種部隊
    - 美國陸軍第5特種部隊群

  - 美軍援越司令部研究觀察團

## 流行文化

### 电子游戏
- 2010年—：於戰役模式、聯機模式及殭屍模式中皆有出現。以4發（戰役模式）和2發（聯機模式及殭屍模式）彈倉供彈，最高攜彈量為10發（戰役模式）、4發（連線模式）和20發（殭屍模式），戰役模式時由美国海军陆战队和美国军事援助越南司令部-研究观察团所使用，並且曾在老挝邊境墜毀的苏联運輸機之中以蘇聯仿製美軍的武器之姿登場；聯機模式時於等級48解鎖，沒有任何可以使用的改裝；殭屍模式時有一款衍生型稱作「中國沙灘」（China Beach），以5發彈倉供彈，最高攜彈量為40發，並可以使用延長彈匣、一次性裝填。
- 2010年—：命名為「榴彈發射器」。
- 2013年—：韓國、台灣、香港和中國大陸版2016年8月4日時同時推出。命名為「China Lake」。
- 2015年—《III》：於2017年7月11日添加到遊戲內，命名為“MAX-GL”。
- 2016年—：遊戲內金色槍械武器（China Lake Grenade Launcher）為「華湖榴彈發射器」。
- 2016年—：為“Wolf Pack DLC”中新增武器，命名為“the China Puff 40mm Grenade Launcher”。
- 2020年–《明日之後》：新增武器命名為「中國湖榴彈砲」

### 动画
- 2010年—《OVA》：由法貝拉·伊格萊西亞斯（ファビオラ・イグレシアス，聲優：雪野五月）所使用，奇怪地裝上折壘式槍托和發射後沒有泵動其護木。

## 資料來源
1. 1 2  Bruce, Robert. . Small Arms Review. December 2006, 10 (3): 46. ISSN 1094-995x 请检查|issn=值 (帮助).
2. ↑  Dockery, Kevin. . New York City: Berkley Publishing Group. December 2004: 382. ISBN 0-425-19834-0.

## 外部連結
- （英文）—Canal Side Guns version, including a movie of it in use（页面存档备份，存于）
- （英文）—Airtronic USA（页面存档备份，存于）
- （英文）—Weapon.ge—China Lake Model（页面存档备份，存于）
- （英文）—Homemade Defense－Rare Weapons -China Lake Pump Grenade Launcher （页面存档备份，存于）
- （英文）—Military, Security and Civilian Guns—China Lake Grenade Launcher（页面存档备份，存于）
- （简体中文）—槍炮世界—“中国湖”榴弹发射器（页面存档备份，存于）